# Begoña Fernández Cabaleiro
Begoña Fernández Cabaleiro es un crítico de arte, ensayista y profesora universitaria  de Madrid, España. 

## Actividad profesional
Es doctora en Historia del Arte (especialidad de arte contemporáneo y crítica de arte) y profesora de Estética y Teoría del Arte de la Universidad Complutense de Madrid. Perteneció a la Asociación Madrileña y Española de Críticos de Arte. Es miembro del Instituto de la Comisión de Estudio de la Proyección Internacional del Arte Español Contemporáneo, y, además, miembro habitual de Jurados en la adjudicación de premios de la Asociación Española de Pintores y Escultores. Fue responsable del Proyecto Didáctico del Museo de Arte Contemporáneo de Vigo (MARCO) y miembro del Foro de Expertos de Arte Contemporáneo de ARCO (Feria Internacional de Arte Contemporáneo).

## Publicaciones
- Crítica y arte abstracto en la prensa madrileña. Madrid, UNED, Colección “Estudios de la UNED”, 2005. ISBN 33073EU01A01

- Un siglo de cine en Madrid a través de sus carteles publicado en Anales del Instituto de Estudios Madrileños.

- La profesión del crítico y la vanguardia en la prensa cotidiana,(Madrid, 1951-1963), en Espacio, tiempo y forma n.° 10, Madrid, UNED,1997, pp. 313-329. ISBN 9 771130 471008 70067

- Informalismo y abstracción. Un diálogo entre Oriente y Occidente, comunicación presentada al XII Congreso del CEHA (Comité Español de Historia del Arte), Oviedo, 1998, pp. 117-123.

ISBN 84-8317-083-3
- Crítica y arte abstracto en la prensa madrileña, comunicación presentada al XII Congreso del CEHA, Oviedo, Universidad de Oviedo, 1998, pp. 579-583.

ISBN 84-8317-083-3
 
- Eduardo Chillida y la realidad, ¿Un nuevo romanticismo?, en Espacio, tiempo y forma n.° 11, Madrid, UNED, 1998, pp. 461-479.

ISBN 9 771130 471008 70067 
- El concepto de belleza en la obra y pensamiento de Picasso, en Studium. Revista de humanidades. Colegio Universitario de Teruel, Universidad de Zaragoza, 1999, pp. 75-92.

ISSN 1137-8417
- La imagen de la mujer pintora en la crítica de arte madrileña. Universidad de Málaga (UMA), Servicio de Publicaciones, Centro de Ediciones de la Diputación de Málaga (CEDMA), 1999.

ISBN 84-7785-416-5
- Le Corbusier, una arquitectura para el hombre, en Espacio, tiempo y forma n° 13, Madrid, UNED, 1999, pp. 567-577.

ISBN 9 771130 471008 70067
- Los pintores abstractos durante el franquismo. Luchas y configuración (Una panorámica desde la prensa madrileña del momento). Actas del Congreso "Dos décadas de cultura artística en el franquismo (1936-1956)". Universidad de Granada, 2001, pp. 505-521.

ISBN 84-699-6913-7
- Distintos caminos en la abstracción. El caso español a través de la crítica de arte: informalismo, normativismo y arte constructivo. En Ante el nuevo milenio. Raíces Culturales, proyección y actualidad del arte español. Granada, Universidad de Granada, 2000, pp. 695-705.

ISBN 84-8444-193-8
- Arte español, arte iberoamericano. Intercambio cultural e interés político durante el franquismo (1950-1965). En Ante el nuevo milenio. Raíces Culturales, proyección y actualidad del arte español. Granada, Universidad de Granada, 2000, pp. 695-705.

- Crítica y arte abstracto en la prensa madrileña (1951-1965). El crítico se autodefine: fin y características de su tarea, en Correspondencia e integración de las artes. Málaga, Universidad de Málaga, Ministerio de Educación, Cultura y Deportes, Dirección de Cooperación y Comunicación Cultural, 2003, pp. 717-731

ISBN 84-688-3910-8
- Artes plásticas, filosofía y literatura crítica: de la abstracción existencialista a la locura, en Correspondencia e integración de las artes. Málaga, Universidad de Málaga, Ministerio de Educación, Cultura y Deportes, Dirección de Cooperación y Comunicación Cultural, 2003, pp. 165-179.

ISBN 84-688-3910-8
					.
- La difusión del arte en la prensa madrileña de 1950-1960. Una reconducción ideológica oportuna. Actas del XV Congreso Nacional del Comité Español de Historia del Arte. Palma de Mallorca, Universidad de Palma de Mallorca, octubre de 2004.

- La prensa y los críticos de arte. Actitudes en el Madrid de los 50. Actas del XI Congreso de la Asociación Española de Críticos  de Arte. La Coruña, AECA, junio de 2005.

- La estética de César Vallejo, en Revista de Hispanismo Filosófico, Madrid, Fondo de Cultura Económica n.º 12, 2007.

## Foros y conferencias
- “Evolución estética de las primeras vanguardias: el tema, el color y el espacio”. Universidad Popular de Burgos, 13 de mayo de 2005.

- IV FORO INTERNACIONAL DE EXPERTOS EN ARTE CONTEMPORÁNEO. ARCO 2006.
- Ponente en el IV Foro Internacional de Expertos en Arte Contemporáneo, en el Ciclo “Teoría de la Crítica: Crítica de Arte en España, el estado de la cuestión”.

- Participación como miembro de la mesa redonda “Una lectura crítica a la historia de la crítica. De los años cincuenta a los años noventa”. Madrid. ARCO Feria Internacional. 2006

- Ponente en el ciclo “Descubre una obra de arte en el MUBAG (Museo de Bellas Artes Gravina de Alicante)”. Conferencia sobre la obra de Luis Feito Pintura. 1960. Alicante, 5 de abril de 2006.

- Ponente en los “I Encuentros de Crítica de Arte” celebrados dentro del master de postgrado “COMUNICACIÓN Y ARTE” en la Facultad de Ciencias de la Información de la Universidad Complutense de Madrid.

- Ponente en la inauguración de la exposición “Brancusi E=mc2” celebrada en el Instituto Cultural Rumano. Conferencia “Pintura y escultura. Espacio y volumen”. Madrid, 16 de noviembre de 2007.

- Ponente en la inauguración de la exposición “Diario-Eliade-Ensayo” de Romeo Niram celebrada en el Instituto Cultural Rumano. Conferencia “Pintado como un libro. Escrito como un cuadro. Mircea Eliade. Romeo Niram”. Madrid, 18 de diciembre de 2007.